# Hume (Nowy Jork)
Hume – miasto w Stanach Zjednoczonych, w stanie Nowy Jork, w hrabstwie Allegany.